# Біскупиці (Легницький повіт)
Бі́скупиці (пол. Biskupice) — село в Польщі, у гміні Легницьке Поле Легницького повіту Нижньосілезького воєводства.
Населення — 57 осіб (2011).
У 1975-1998 роках село належало до Легницького воєводства.

## Демографія
Демографічна структура станом на 31 березня 2011 року:
|          | Загалом | Допрацездатний вік | Працездатний вік | Постпрацездатний вік |
| -------- | ------- | ------------------ | ---------------- | -------------------- |
| Чоловіки | 29      | 5                  | 19               | 5                    |
| Жінки    | 28      | 9                  | 12               | 7                    |
| Разом    | 57      | 14                 | 31               | 12                   |